# Франсіско де Менесес-і-Браво де Саравія
Франсіско де Менесес-і-Браво де Саравія (ісп. Francisco de Meneses y Bravo de Saravia; 1669–1723) — іспанський колоніальний чиновник, президент Королівської авдієнсії Санта-Фе-де-Боготи в 1712—1715 роках.

## Кар'єра
Служив в армії, мав звання піхотного капітана. Першою його посадою в іспанських колоніях стала посада капітан-генерала віце-королівства Перу. Після того обіймав посади представника на острові Тринідад і в Гвіані.
1712 року здобув посаду президента Королівської авдієнсії Боготи. За його врядування було зведено міст через річку Боса. Втім уже невдовзі він вступив у конфлікт з церковною владою, намагаючись перебрати частину повноважень до своїх рук. Той конфлікт завершився звинуваченнями в корупції, усуненням від посади й вигнанням Франсіско де Менесеса з Боготи. 1717 року суд виправдав колишнього керівника колонії та відновив його на посаді, втім за наказом з метрополії його було відкликано до Іспанії.
Помер у Мадриді 1723 року.